# Еберхард (Фриули)
Еберхард (на немски: Eberhard; * 810; † 16 декември 866 в Италия) от род Унруохинги, е маркграф на Марка Фриули от 828 г. и херцог на Фриули от 846 г. до смъртта си. Той е светец.

## Биография
Той е син на Унруох II, граф на Терноа, и Енгелтруда (Ингелтруда) (* ок. 795), дъщеря на Бего I († 816), граф на Тулуза от род Матфриди, и на Алпаис (* 794, † 23 юли 852), извънбрачна дъщеря на Лудвиг Благочестиви (Каролинги). Брат е на Беренгар Мъдри от Тулуза (* 800; † 835), граф на Тулуза, херцог на Септимания и граф на Барселона.
Император Лудвиг Благочестиви го назначава за наследник на сваления на Имперското събрание в Аахен през февруари 828 г. маркграф Балдерих от Фриули, който няма успех при защитата по време на разгромителното нападение на Омуртаг и неговите българи в Панония през лятото на 827 г. Обаче голямото маркграфство на Балдерих едновременно е разделено на четири графства: Фриули с Истрия, Карантания, Крайна с Либурния (Франкска Хърватия), и Савия.
През 836 г. Еберхард се жени за Гизела (* края на 819/822; † сл. 1 юли 874), дъщеря на император Лудвиг Благочестиви от втория му брак с Юдит (Велфи). Еберхард е високо образован. Той основава манастира Cysoing при Лил, в който той и неговата съпруга са погребани.

## Деца
Еберхард и Гизела имат пет сина и пет дъщери. Един от синовете му, Беренгар, става крал на Италия и император на Римската империя.
- Еберхард (* 837; † пр. 20 юни 840)
- Ингелтруда (* 837/840; † сл. 2 април 870), ∞ Хайнрих, херцог на Австразия († 886) (Попони)
- Унрох III (* 840; † 874 сл. 1 юли), 866 маркграф на Фриули, ∞ Ава, дъщеря на Лиутфрид († 865/866), граф на Тур (Етихониди)
- Беренгар I (* 840/845; † 924), 874 маркграф на Фриули, 888 крал на Италия, 915 римски император, ∞ I 880/890 Бертила от Сполето, († пр. декември 915), дъщеря на херцог Супо II, граф на Камерино, ∞ II пр. декември 915 Анна († сл. май 936)
- Адалхард († сл. 1 юли 874), игумен на Cysoing
- Рудолф († 1 май 892) граф, сл. 874 игумен на Cysoing и Saint-Vaast
- Алпаис († млад)
- Хайлвиг († сл. 895), ∞ I пр. 874 Хукбалд, граф на Дилинген († сл. 890) граф на Остревант, ∞ II сл. 890 Рожер I († 926), граф на Лаон
- Гизела († април 863), духовничка в манастира San Salvatore в Бреша
- Юдит († 863/881), ∞ Конрад II, маркграф на Бургундия († 881)